# Котяк, Мария Васильевна
Мария Васильевна Котяк (бел. Марыя Васільеўна Кацяк, родилась 2 марта 1997 года в Минске) — белорусская гимнастка (художественная гимнастика), чемпионка мира 2013 года в групповом многоборье и чемпионка Европы 2016 года в упражнении с пятью лентами. Мастер спорта Республики Беларусь международного класса.

## Биография
В 2013 году Мария завоевала свои первые награды, став чемпионкой мира в групповом многоборье и серебряной призёркой в групповом упражнении с 3 мячами и двумя лентами. В 2014 году в Измире завоевала три бронзовые медали чемпионата мира. На чемпионате Европы 2016 года стала чемпионкой в упражнении с 5 лентами и серебряной призёркой групповом многоборье. Выступала также в Рио в групповом многоборье, после квалификации с командой была на 3-м месте, но в итоге оказалась на 5-м месте (в команде с ней выступали Анна Дуденкова, Мария Кадобина, Валерия Пищелина и Арина Цицилина).